# 授翁宗弼
授翁宗弼（じゅおうそうひつ、永仁4年（1296年）- 康暦2年/天授6年3月28日（1380年5月3日））は、鎌倉時代後期から南北朝時代にかけての臨済宗の僧。諱は宗弼、字は授翁。諡号は神光寂照禅師、円鑑国師、微妙大師。父は藤原宣房、万里小路藤房と同一人物とする説もある。

## 略歴
後醍醐天皇に仕えながら大徳寺の宗峰妙超に参禅し、宗弼という法名を授かった。建武の新政の際には後醍醐天皇を諫めたが受け入れられず、ひそかに洛北岩倉で不二大徳に師事して得度した。20年間隠遁した後、京都妙心寺の関山慧玄に参禅して延文元年（1356年）に印可を得る。関山慧玄唯一の法嗣として、妙心寺2世となった。天授6年3月28日（1380年5月3日）示寂。墓所は湖南市妙感寺。塔所は妙心寺天授院。法嗣に妙心寺3世無因宗因、同6世拙堂宗朴、同4世雲山宗峨、有隣徳、華蔵曇がいる。